# Goudgepuncteerde dennenprachtkever
De goudgepuncteerde dennenprachtkever (Chrysobothris solieri) is een keversoort uit de familie prachtkevers (Buprestidae).

## Verspreiding
De goudgepuncteerde dennenprachtkever is inheems in naaldbossen en gemengde bossen van een groot deel van Europa. Hij ontbreekt op de Britse Eilanden, in Scandinavië en een groot deel van Oost-Europa. Sinds het begin van de 21e eeuw breidt het verspreidingsgebied van de kever steeds verder naar het noorden uit. Hij werd in 2007 voor het eerst in Nederland waargenomen.

## Leefwijze
De larve ontwikkelt zich gedurende twee jaar in zon beschenen lage takken en dunne stammen van de grove den (Pinus sylvestris). De larven zijn ook aangetroffen op fijnspar (Picea abies). De ontwikkeling begint in de herfst. Na een winterrust ontwikkelt de larve zich verder in de daaropvolgende zomer. De tweede overwintering gebeurt in een poppenwieg. In het derde jaar verpopt de larve zich in acht tot twaalf weken. De volwassen kever vliegt van eind mei tot eind augustus.

## Beschrijving
De volwassen kever heeft een lengte van zeven tot twaalf millimeter. Hij heeft een bronzen metaalglans en vier opvallende gouden vlekken op de dekschilden. De goudgepuncteerde dennenprachtkever lijkt op de verwante bronsprachtkever (C. affinis), maar heeft grotere, minder duidelijk begrensde vlekken op de dekschilden en is gemiddeld wat kleiner.